# 帕爾佐 (伊利諾伊州)
帕爾佐（英語：Palzo）是位於美國伊利諾伊州威廉森縣的一個非建制地區。該地的面積和人口皆未知。

## 地理
帕爾佐的座標為37°38′55″N 88°45′48″W / 37.64861°N 88.76333°W，而該地的平均海拔高度為133米（即436英尺）。